# Alexandr Mitrofanov
Alexandr Mitrofanov (* 27. června 1957 Rostov na Donu, Sovětský svaz) je český novinář, komentátor a publicista ruského původu, věnující se tematice Ruské federace a sociálně-politickému dění v České republice.

## Život a dílo
V Sovětském svazu vystudoval žurnalistiku na Rostovské univerzitě a v roce 1979 se přestěhoval do Československa, kde přispíval do plzeňských podnikových novin Škodovák. V roce 1982 se jemu a jeho partnerce narodila dcera Jana. Roku 1991 do ledna 1992 pracoval v sociálnědemokratickém časopise Právo lidu. Od roku 1992 začal psát pro deník Právo. V roce 2004 se narodil syn Daniel.[zdroj⁠?!]
Napsal např. Za fasádou Lidového domu (1998) nebo Politika pod pokličkou (2002, spolu s Markétou Maláčovou - nyní již Mitrofanovovou). V roce 2017 napsal předmluvu k historicky prvnímu překladu knihy Fazila Iskandera Králíci a hroznýši do českého jazyka. Společně s Petrem Nováčkem se stal laureátem Ceny Ferdinanda Peroutky za rok 2000. Za své politické komentáře získal Cenu Karla Havlíčka Borovského za rok 2014 a Cenu Jiřího Ješe za komentář za rok 2016. V knize Mrazík s pendrekem v ruce (2021) popisuje ruskou mentalitu a snaží se ji přiblížit českému čtenáři.

### České překlady z ruštiny
- Jelcin, Boris Nikolajevič. Proti srsti: autobiografie (orig. Ispoved’ na zadannuju temu). 1. vyd. Praha: Lidové noviny, 1991.189 S.